# ناصر الشمري
ناصر الشمري شاعر غنائي كويتي صدح بكلماته كبار المطربين الخليجين والعرب واستطاع أن يحلق في سماء الأغنية محققاً نجاح تلو الآخر.

## أشهر أغانيه
ومن أشهر أغانية :-
- راشد الماجد (تحس توك) [1] (ما ابيك بحياتي) [2]
- أصيل أبو بكر (ما تغيرنا عليكم) [3]
- علي عبد الستار (محلاها) [4]
- احمد الحريبي (زعلانه) [5]
- خالد بن حسين (بس كلام) [6]
- فرقة ميامي (فيها خير) [7] (ودي) [8]
- حمد المانع (مغني) (تحياتي)